# 1965년 사회보장법 개정안
1965년 사회보장법 개정안(영어: Social Security Amendments of 1965, Pub.L. 89–97, 79 Stat. 286, 1965년 7월 30일 제정)은 미국의 법률로, 가장 중요한 조항은 메디케어와 메디케이드라는 두 가지 프로그램의 창설을 가져왔다. 이 법률은 처음에 노인(65세 이상)과 재정적으로 어려움을 겪는 가구를 위한 연방 건강보험을 제공했다.

## 역사
1912년, 시어도어 루스벨트는 자신의 진보당 강령에 질병에 대한 사회보험을 포함시켰다. 1915년경 미국 노동법 협회는 일부 주 의회에 의료보험 법안을 도입하려고 시도했다. 이러한 시도는 성공적이지 못했고, 그 결과 전국 보험에 대한 논란이 발생했다. 정부 건강보험 아이디어를 지지하는 전국 단체로는 AFL–CIO, 미국간호협회, 미국 사회복지사 협회, 미국 사회당 등이 있었다. 전국 의료보험의 가장 저명한 반대자는 미국의사협회 (AMA)였으며, 다른 반대자로는 미국 병원 협회, 미국 상공회의소, 그리고 인명 보험 협회 등이 있었다.
전국 건강보험의 개념은 20세기 초 미국에서 시작되어 제2차 세계 대전 이후 트루먼 행정부에서 두각을 나타냈다. 1958년에서 1964년 사이에 논란이 커지고 법안이 초안되었다. 존슨의 위대한 사회의 일환으로 이 법안이 서명되면서 공중 보건 문제에 더 큰 중점을 두는 시대가 시작되었다. 메디케어와 메디케이드는 미국 최초의 공공 건강보험 프로그램이 되었다. 이 법안은 제정되기 전까지 미국의사협회의 격렬한 반대에 부딪혔지만, AMA는 양보를 얻어낸 후 시행에 협력했다.
많은 정치인들이 1965년 3월 미국 의회에 제출된 최종 법안을 초안하는 데 참여했다. 1965년 7월 30일 린든 B. 존슨 대통령이 이 법안에 서명하여 법률이 되었다.

### 이전 행정부
1935년 프랭클린 D. 루스벨트 대통령이 사회보장법에 서명했을 때, 의료 혜택은 법안에서 제외되었다. 루스벨트가 사회보장과 관련된 문제를 연구하기 위해 임명한 위원회는 건강보험을 법안에 포함시키기를 원했다. 그러나 위원회는 건강보험을 포함시키기 위해 법안을 개정하면 전체 법안이 무산될 것을 우려했다. 해리 트루먼은 전국 의료보험의 아이디어를 받아들여 자신의 페어딜 정책 프로그램에 통합하려고 시도했다. 트루먼의 시도 또한 성공적이지 못했지만, 그의 재임 기간 동안 전국 의료보험을 위한 투쟁은 노인 인구에 특화되었다.
대상 연령이 결정되자, 의회에 일관된 의료 법안을 제시하는 것을 두고 오랜 논쟁이 시작되었다. 보수 연합은 하원 세입 위원회를 장악하여 사회 건강 프로그램 통과 시도를 복잡하게 만들었다. 위원회 의장인 윌버 밀스 (D-AR)는 나중에 사회보장법에 통합된 의료 프로그램 제정에 중요한 역할을 했다.
1960년, 커-밀스 법(Kerr–Mills Act)은 노인 의료 지원(MAA) 프로그램을 만들었는데, 이는 주 정부가 어떤 환자에게 재정 지원이 필요한지 결정할 수 있는 권한을 부여하는 프로그램이었다. 연방 정부는 이 프로그램에 대해 주 정부에 매칭 펀드를 제공할 것이었다. 일부 주에서는 이 법에 참여하지 않거나 준수하지 않았다. 또 다른 예비 법안인 킹-앤더슨 법안은 1962년에 제출되었다. 이 법안에 따르면 65세 이상의 환자에 대한 일부 병원 및 요양원 비용이 보장되었을 것이다. 이 법안은 위원회에서 부결되었지만, 표결이 근소한 차이(12대 11)였으며, 이는 태도의 변화를 시사했다.

### 존슨 행정부
1964년 린든 B. 존슨의 당선으로 민주당은 대통령직과 의회를 모두 장악했으며, 하원에서 공화당에 2대 1 비율로, 상원에서는 32석 더 많은 의석을 확보했다. 하원 세입 위원회의 민주당 의원들은 남부 민주당원들로부터 멀어져 위원회가 건강보험 개혁에 더 호의적이 되었다.
킹-앤더슨 법안을 작업했던 사람들은 노인 보장, 제한된 입원 및 요양원 보험 혜택, 사회 보장 자금을 제공하는 새로운 법안을 초안했다. 보건 교육 복지부의 입법 담당 차관(나중에 장관)인 윌버 코언은 메디케어 법안을 추진했다. 코언은 존슨에게 이 법안에 높은 우선순위를 부여하도록 설득했고, 존슨은 이 법안의 중요성을 그의 위대한 사회 프로그램에 선언했다. 이 법안은 협력 법안으로 제출되었는데, H.R. 1과 S. 1은 새로운 의회에서 각 원에서 처음 제출된 법안이었다.

### 하원
이전에 법안에 반대했던 단체들은 법안 반대에서 새로운 버전의 법안을 만드는 것으로 초점을 전환했다. 그 결과, 존 번스의 법안, 미국의사협회의 법안, 그리고 행정부 법안(메디케어라고 알려짐)의 세 가지 형태의 법안이 등장했다. 번스는 의사 서비스와 약품에 대한 자금 지원을 제안한 공화당 위원회 의원이었으며, 보험 참여는 노인에게 자발적이었다. 도움이 필요한 노인 환자는 "참가자의 사회 보장 현금 혜택 금액에 비례하여" 자금을 지원받을 것이며, 자금은 정부 수입에서 나올 것이었다. AMA는 의사 서비스, 수술비, 약품, 요양원 비용, 엑스선 및 실험실 서비스에 대한 정부 자금 지원을 제공하는 노인 돌봄을 제안했다. 세입 위원회로 돌아왔을 때, 번스의 법안, 노인 돌봄, 그리고 메디케어 세 가지 법안이 제시되었다.
1965년 심의가 시작되었을 때, AMA 회원들과 그들의 제안은 모두 거부되었다. 세입 위원회 위원장인 윌버 밀스는 번스의 아이디어와 메디케어를 결합할 것을 제안했다. 그의 위원회는 궁극적으로 법이 된 H.R. 6675 법안을 초안하는 작업을 맡았다. 두 법안을 결합하면서, 낮은 세금을 포함했던 번스의 제안은 프로그램의 예상 비용에 더 높은 세금이 필요했기 때문에 변경되어야 했다. 세입 위원회는 3월 29일 당파 투표 17대 8로 새 법안에 대해 하원 전체에 호의적으로 보고했다.
하원 회의장에서의 토론 중, 공화당은 참여를 완전히 자발적으로 만드는 대체 법안을 제안했다. 이 법안은 236대 191로 근소하게 부결되었으며, 138명의 공화당원 중 128명이 대체 법안에 찬성했다. H.R. 6675는 1965년 4월 8일 하원에서 313대 115로 통과되었다.

### 상원
상원에서 H.R. 6675 통과에 가장 큰 위협은 법안의 적용 범위를 확대하려는 자유주의 민주당원들로부터 나왔다. 7월 19일 68대 21로 상원에서 개정 및 통과된 H.R. 6675는 하원 법안보다 약 8억 달러 더 많은 비용이 들었을 것이다.

### 최종 통과
법안은 협의회 위원회로 넘어갔고, 밀스는 상원 수정안을 거의 모두 제거하기 위해 노력했다. 이 법안은 5개 이상의 수정안을 거쳐 7월 27일 하원에서 다수결(307대 116)로 통과되었고, 7월 28일 상원에서도 통과되었다(70대 24).
이 법안은 1935년 사회보장법에 두 가지 수정안을 만들었다. 메디케어로 알려진 제18편은 노인을 위한 병원 보험을 제공하는 파트 A와 보충 의료 보험을 제공하는 파트 B를 포함한다. 메디케이드로 알려진 제19편은 연방 매칭 기금으로 공공 지원 수준에 있거나 그에 가까운 개인을 위한 의료 서비스를 주에서 자금을 조달하도록 규정한다.
1965년 7월 30일, 존슨은 이 법안에 서명하여 공법 89-97호로 만들었다. 서명식은 인디펜던스에서 열렸으며, 트루먼이 참석했다. 존슨은 트루먼에게 "오늘날 병든 자를 위한 보살핌과 두려워하는 자를 위한 평온으로 꽃피운 연민과 의무의 씨앗을 뿌렸다"고 공로를 인정했다. 개정안의 시행은 광범위한 데이터 처리와 전국 병원 정책의 재구성을 필요로 했다.

## 효과
1960년대 후반과 1970년대 초반에 연방 정부는 미국에서 훈련된 의사의 수를 연간 8,000명에서 16,000명으로 두 배 늘렸다. 입원 병동에서 1인 및 2인 병실로 이동하는 병원 건설 붐이 일었다.